# Naomi Scott

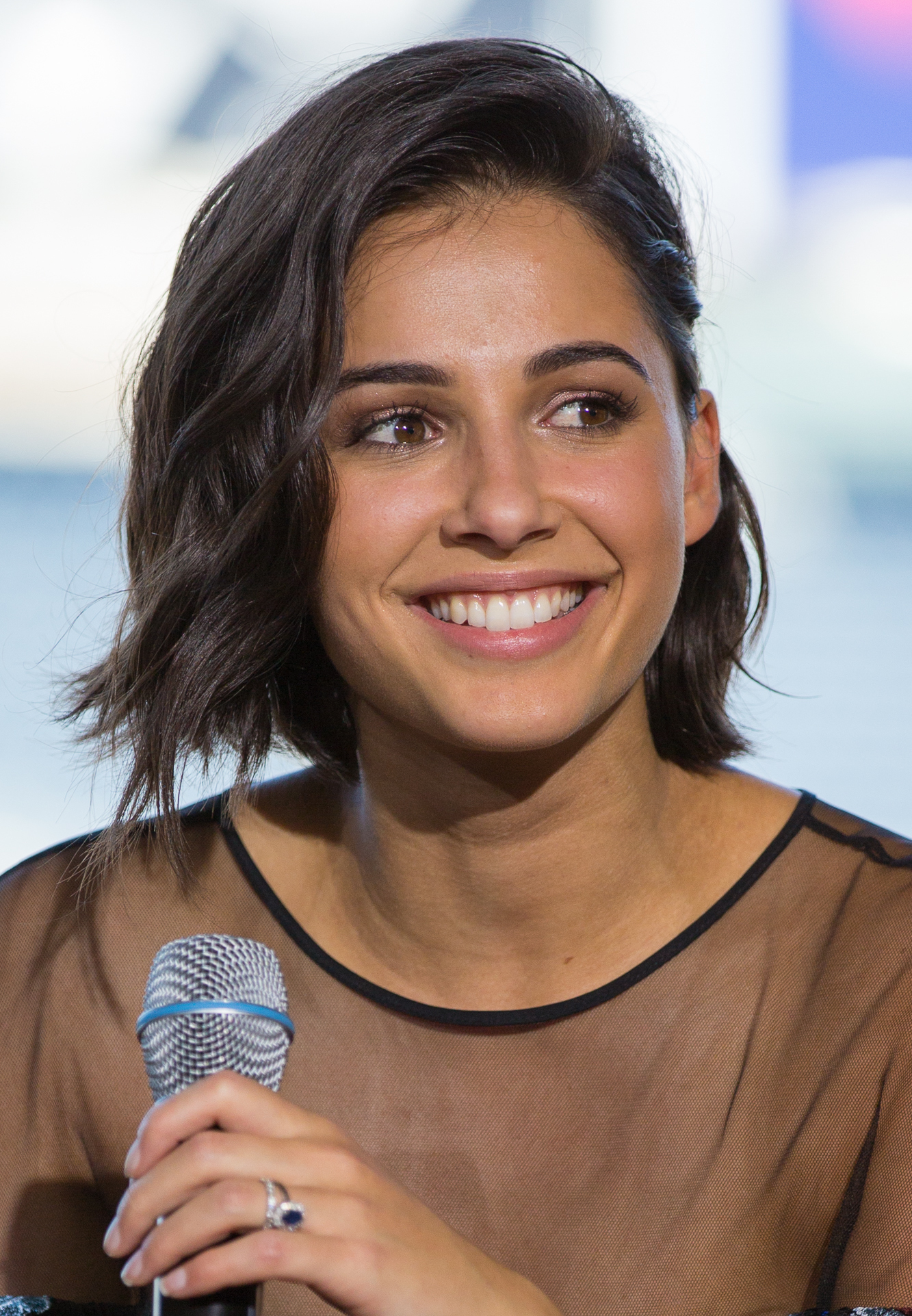
Naomi Scott (2016)

Naomi Grace Scott (* 6. Mai 1993 in London, England) ist eine britische Schauspielerin und Sängerin. Sie ist vor allem durch ihre Rollen als Megan in der Sketch-Show Life Bites, als Mohini „Mo“ Banjaree im Fernsehfilm Lemonade Mouth – Die Geschichte einer Band, als pinker Power Ranger im Film Power Rangers sowie als Prinzessin Jasmin im Fantasyfilm Aladdin bekannt.

## Leben und Karriere
Scott wurde als Tochter einer aus Uganda stammenden Inderin und eines Briten 1993 in London geboren. Sie begann ihre Gesangskarriere mit der Bridge Church Youth Band und trat auch im Schulchor auf. Später wurde sie von der Popsängerin Kéllé Bryan aus der Girlgroup Eternal entdeckt. Derzeit arbeitet sie mit dem britischen Songwriting-Team Xenomania zusammen.
Ihre erste große Rolle als Schauspielerin war die als Megan in der britischen Sketch-Show Life Bites. 2010 erhielt sie mit der Rolle als Mohini „Mo“ Banjaree im Disney Channel Original Movie Lemonade Mouth – Die Geschichte einer Band ihre erste Rolle in einer amerikanischen Produktion. Im Jahr 2011 war sie als Maddy Shannon in der Science-Fiction-Serie Terra Nova des Senders Fox, neben Jason O’Mara und Shelley Conn, zu sehen. Nach der Einstellung der Serie zog sich Scott zugunsten ihrer Karriere als Sängerin ein Jahr lang aus dem Fernsehgeschäft zurück. Im August 2014 erschien ihr Debütalbum Invisible Division, aus dem sie die Singles Say Nothing und Motions veröffentlichte.
Im Jahr 2015 hatte sie eine Gastrolle in Lewis – Der Oxford Krimi sowie jeweils eine kleine Rolle in 69 Tage Hoffnung. Im Oktober 2015 wurde Scott für die Hauptrolle der Kimberly Hart/Pink Ranger in dem für 2017 angekündigten Spielfilm Power Rangers gecastet. Scott wurde außerdem im Juli 2017 für die Rolle der Prinzessin Jasmin in Aladdin, also der Realverfilmung des gleichnamigen Zeichentrickfilms von 1992, bestätigt. In der Neuauflage von Drei Engel für Charlie spielt sie eine der Hauptrollen.
Im Juni 2014 heiratete Scott den ehemaligen Fußballer Jordan Spence.

## Filmografie (Auswahl)
- 2009: Life Bites (Fernsehserie, 11 Episoden)
- 2011: Lemonade Mouth – Die Geschichte einer Band (Lemonade Mouth, Fernsehfilm)
- 2011: Terra Nova (Fernsehserie, 13 Episoden)
- 2013: By Any Means (Fernsehserie, Episode 1x03)
- 2015: 69 Tage Hoffnung (The 33)
- 2015: Lewis – Der Oxford Krimi (Lewis, Fernsehserie, 2 Episoden)
- 2017: Power Rangers
- 2019: Aladdin
- 2019: 3 Engel für Charlie (Charlie’s Angels)
- 2022: Modern Love Tokyo (Fernsehserie, Episode 1x06)
- 2022: Anatomie eines Skandals (Anatomy of a Scandal, Miniserie, 6 Episoden)
- 2024: Distant
- 2024: Smile 2 – Siehst du es auch? (Smile 2)

## Diskografie
Alben
- 2014: Invisible Division

Lieder
- 2011: She’s So Gone (US: Platin)
- 2014: Say Nothing
- 2014: Motions
- 2019: Speechless (Full) (US: Platin)
- 2019: A Whole New World (US: Gold)

## Auszeichnungen für Musikverkäufe
| Goldene Schallplatte - Brasilien - 2024: für das Lied Speechless (Full) Platin-Schallplatte - Südkorea - 2024: für das Streaming Speechless (Full) |

Anmerkung: Auszeichnungen in Ländern aus den Charttabellen bzw. Chartboxen sind in ebendiesen zu finden.
| Land/RegionAuszeichnungen für Musikverkäufe (Land/Region, Auszeichnungen, Verkäufe, Quellen) | Gold     | Platin     | Verkäufe  | Quellen             |
| -------------------------------------------------------------------------------------------- | -------- | ---------- | --------- | ------------------- |
| Brasilien (PMB)                                                                              | Gold1    | —          | 20.000    | pro-musicabr.org.br |
| Südkorea (KMCA)                                                                              | —        | Platin1    | —         | circlechart.kr      |
| Vereinigte Staaten (RIAA)                                                                    | Gold1    | 3× Platin3 | 3.500.000 | riaa.com            |
| Vereinigtes Königreich (BPI)                                                                 | Gold1    | —          | 400.000   | bpi.co.uk           |
| Insgesamt                                                                                    | 3× Gold3 | 4× Platin4 |           |                     |